# Saint-Pardoux (Haute-Vienne)
Saint-Pardoux korábbi község Franciaország Új-Aquitania régiójában, Haute-Vienne megyében. 2019. január 1-jén Roussac és Saint-Symphorien-sur-Couze korábbi községekkel egyesült és az így létrejött Saint-Pardoux-le-Lac új község része lett.
Lakosainak száma 623 fő (2018. január 1.). Saint-Pardoux Bessines-sur-Gartempe, Châteauponsac, Compreignac, Razès és Saint-Symphorien-sur-Couze községekkel határos.

## Népesség
A település népessége az elmúlt években az alábbi módon változott:
| Lakosok száma | 575  | 606  | 629  | 618  | 623  |
|               | 2013 | 2015 | 2016 | 2017 | 2018 |